# Museo de Arte Contemporáneo (Miami)
El Museo de Arte Contemporáneo de Miami,  MoCA, fue inaugurado en 1996 en el distrito de North Miami Beach de Miami, Florida. 
Es obra del arquitecto Charles Gwathmey y desde su apertura el museo ha crecido significativamente, cuenta con más de 400 obras de arte.
Posee una importante colección de obras contemporáneas y aloja exposiciones itinerantes.